# (6088) Hoshigakubo
(6088) Hoshigakubo es un asteroide perteneciente al cinturón de asteroides, región del sistema solar que se encuentra entre las órbitas de Marte y Júpiter, descubierto el 18 de octubre de 1988 por Tsutomu Seki desde el Observatorio de Geisei, Geisei, Japón.

## Designación y nombre
Designado provisionalmente como 1988 UH. Fue nombrado Hoshigakubo en homenaje a una parte de terreno bajo en Choja, un lugar montañoso en la parte occidental de la Prefectura de Kōchi. La leyenda dice que un meteorito cayó allí en tiempos antiguos. Ahora hay un estanque de 20 metros de diámetro.

## Características orbitales
Hoshigakubo está situado a una distancia media del Sol de 3,095 ua, pudiendo alejarse hasta 3,460 ua y acercarse hasta 2,729 ua. Su excentricidad es 0,118 y la inclinación orbital 3,748 grados. Emplea 1988,79 días en completar una órbita alrededor del Sol.

## Características físicas
La magnitud absoluta de Hoshigakubo es 12,7.